# 勞塔蘭皮

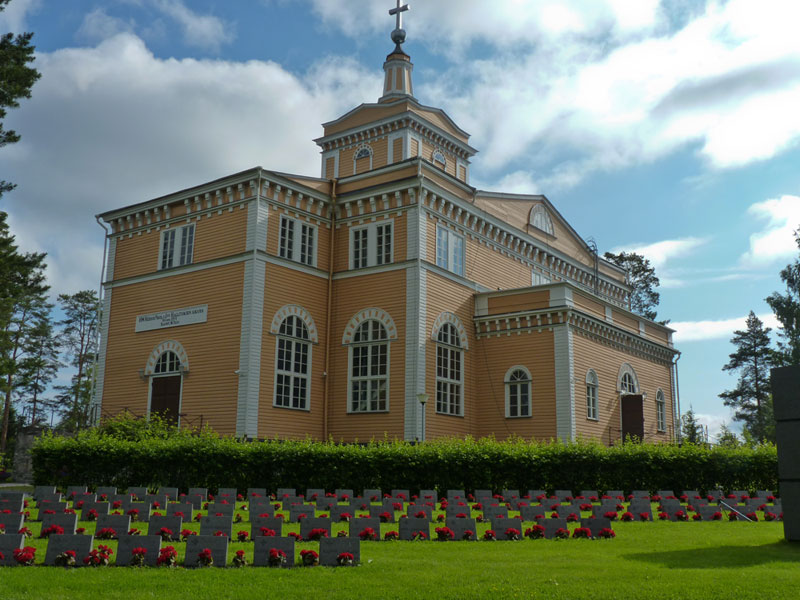
劳塔兰皮教堂

勞塔蘭皮（芬蘭語：Rautalampi）是芬蘭北薩沃尼亞區的市鎮，位於該國中部，始建於1561年，面積762平方公里，其中223平方公里为水域。2020年1月底时人口3,115，人口密度為每平方公里5.78人。

## 外部連結
- 劳塔兰皮市镇官方网站 （页面存档备份，存于） （文）